# Porómiv
Porómiv (ucraniano: Поро́мів; polaco: Poromów) es un municipio rural y pueblo de Ucrania perteneciente al raión de Volodímir de la óblast de Volinia.
En 2018 el municipio tenía una población de 5811 habitantes, de los que unos ochocientos vivían en la capital municipal y el resto repartidos en diecisiete pedanías. El municipio fue fundado en 2016 mediante la fusión de los consejos rurales de Porómiv y Buzhanka, a los que se añadieron en 2017 los de Morózovychi y Stará Lishnia. Además de estos cuatro pueblos, pertenecen al actual municipio otros catorce: Lezhnytsia, Myjalie, Mlýnyshche, Petrove, Bortniv, Vérjniv, Ivániv, Shajtarske, Volytsia-Morózovytska, Rusóvychi, Budiátychi, Kosmivka, Nová Lishnia y Osmýlovychi.
Se ubica unos 5 km al oeste de Novovolynsk, cerca de la frontera con Polonia.

## Historia
Se conoce la existencia del pueblo en documentos desde 1552. En la partición de 1795 pasó a formar parte del Imperio ruso, que lo integró en la vólost de Jótiachiv del uyezd de Volodímir de la gobernación de Volinia. Antes de la fundación del actual municipio en 2016, Porómiv era sede de un consejo rural en el raión de Iványchi, que únicamente incluía como pedanías a Lezhnytsia, Myjalie, Mlýnyshche y Petrove.